# فقاعة المرشح

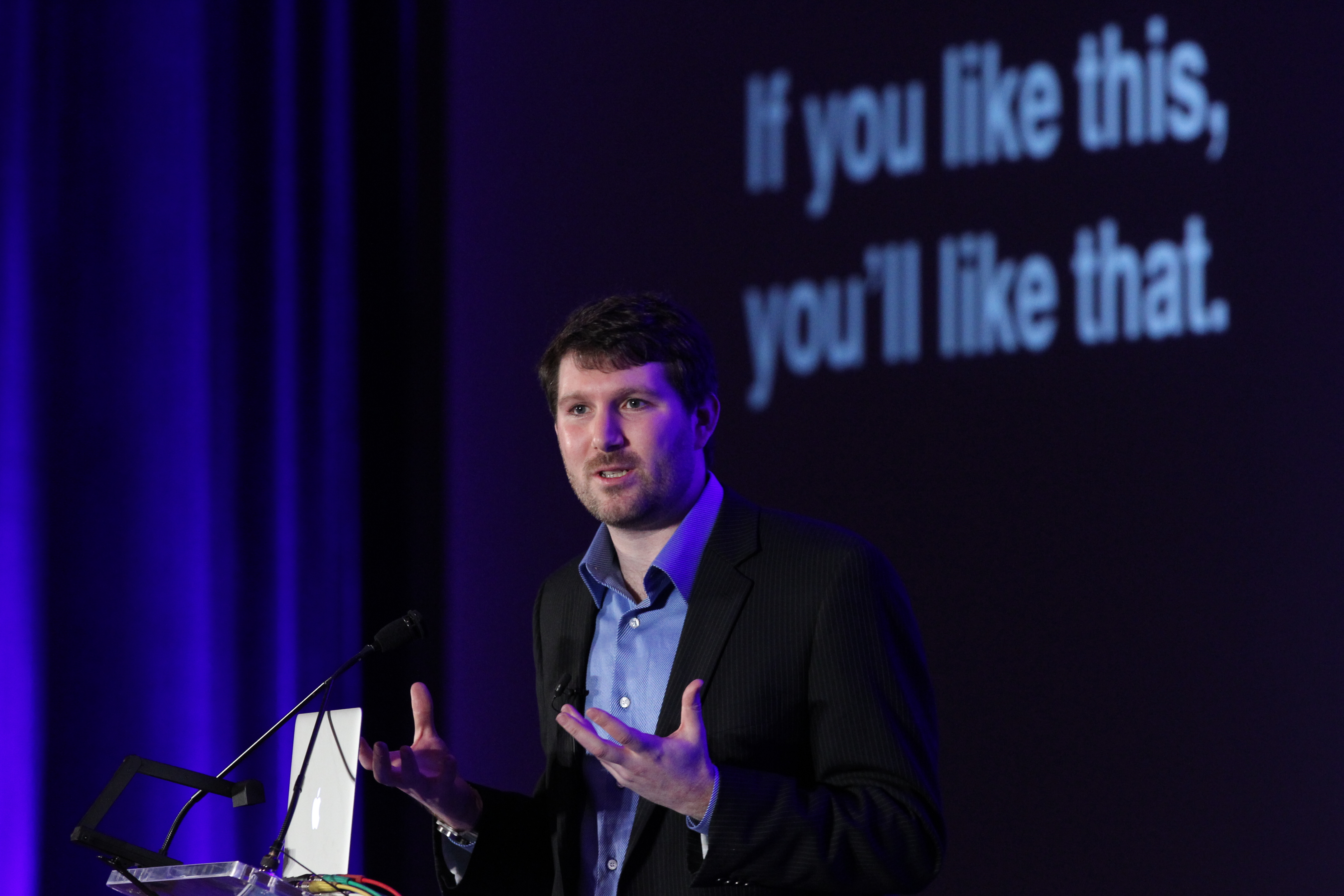

فقاعة المرشح هي وصف لتأثير تقنية يستخدمها عدد من محركات البحث في تحديد نتائج البحث المعروضة للمستخدمين. هذه التقنية تتمثل في قيام خوارزميات محركات البحث هذه بتخمين المعلومات التي قد يفضل المستخدم أن يراها بناءً على معلومات عنه (مثل المكان وسلوكيات النقر الماضية وتاريخ البحث) ونتيجة لذلك، يصبح المستخدم منفصلًا عن المعلومات التي لا تتفق مع وجهات نظره، وهو وما يعزل المستخدم في فقاعاته الثقافية أو الفكرانية الخاصة. تعد خدمتا نتائج البحث المخصصة من جوجل ومدفق البحث المخصص من فيس بوك من الأمثلة الرئيسية لخدمات بحث تقوم على هذه التقنية. صاغ إيلاي بارسر مصطلح فقاعة المرشح في كتابه الذي يحمل نفس الاسم؛ وفقًا لبارسر، يقل تعرض المستخدمين لوجهات نظر متباينة وينعزلون فكريًا في فقاعة معلوماتهم الخاصة. وذكر بارسير مثالًا لمستخدم بحث في جوجل عن بي بي، شركة النفط البريطانية، وحصل على أخبار حول استثمارات متعلقة بها، بينما ظهر لمستخدم آخر قام بنفس البحث صفحات تتحدث عن التسرب النفطي في خليج المكسيك 2010 وكانت صفحتا نتائج البحث مختلفتين إلى حد مفاجئ.

## وصلات خارجية
- ايلي باريسر: كونوا على حذر من «فقاعات الترشيح» على الانترنت. محادثات تيد